# Jabberwocky (grupo musical)
Jabberwocky, às vezes estilizado como JBBRWCK, é um grupo francês de electro-pop.

## História
O grupo foi formado em 2013 pelos produtores Camille Camara, Emmanuel Bretou e Simon Louis Pasquer, todos os três estudantes de medicina, nascidos em Poitiers, França.
Jabberwocky ficou conhecido pelo single Photomaton, cantado pela bordalesa Elodie Wildstars. O clipe foi produzido pela gravadora Pain Surprises e dirigido por Nicolas Lauffenburger. A Radio Nova, emissora de rádio francesa, colocou a música em sua programação após descobri-la através de blogs sobre música eletrônica. A música, que chegou ao segundo lugar em charts francesas, foi escolhida para trilha sonora da campanha publicitária do Peugeot 208.
Em maio de 2014 foi lançado o primeiro EP Pola, que conta com o segundo single do grupo "POLA", com os vocais de Clara Cappagli. A atriz franco-iraniana Golshifteh Farahani participou do clipe musical.
O grupo começou a receber diversos convites para concertos e fez sua primeira turnê em 2014. Já tocaram em diversos festivais, incluindo Rock'n'Solex, Solidays, Calvi on the Rock, Big Festival de Biarritz, Francofolies e o Festival des Vieilles Charrues.
Em 16 de outubro de 2015, o grupo lançou seu primeiro álbum Lunar Lane distribuído pela Polydor França. Nele estão tanto os primeiros singles de seu EP Pola quanto novas parcerias: Mai Lan, Ana Zimmer, Kim Tim, Owlle, Young Wonder e Na-Kyung Lee. O disco conta com as primeiras influências do grupo, mas também com novas influências mais eletrônicas. Combinando por vezes elementos delicados, intimistas ou melancólicos com o épico. Esse primeiro álbum propõe uma "abertura musical". Os singles "Holding Up" part. Na-Kyung Lee, "Fog" part. Ana Zimmer e "Ignition" part. Owlle são tocados em diversas rádios francesas.
Em 3 de março de 2017, foi lançado o EP Make, que inclui os singles "Late Nights", com a participação de Elisa Jo, e "Honeymoon", com a participação de Tessa B. "Rosebud", com a participação de Allyson Ezell e Sly Johnson, e "Hurly Burly" são as outras faixas do disco.
Em 8 de setembro de 2017, o grupo lançou seu segundo álbum Make Make, que conta com 13 faixas: as 4 do EP Make e 9 inéditas.

## Discografia

### Singles
- 2013: Photomaton part. Elodie Wildstars
- 2014: Pola part. Clara Cappagli
- 2014: Playground part. 7ik
- 2014: Quantif part. Clara Cappagli
- 2015: Holding Up part. Na-Kyung Lee
- 2015: Fog part. Ana Zimmer
- 2015: Ignition part. Owlle
- 2016: Alastor part. Mai Lan
- 2017: Late Nights part. Elisa Jo
- 2017: Honeymoon part. Tessa B
- 2017: Night Time part. Gibbz

### Discos
- 2015: Lunar Lane
- 2017: Make Make
- 2021: Feeling Dancing Tempo

### EPs
- 2014: Pola EP
- 2017: Make EP